# Liste der Ministerien der Republika Srpska
Dies ist eine Liste der Ministerien der Republika Srpska. Die Regierung unter der Premierministerin Željka Cvijanović (SNSD) gliedert sich in 16 Ministerien.

## Organisation
Die Ministerien der Republika Srpska bilden die höchsten Behörden der Republika Srpska, die jeweils durch einen Minister geleitet werden. Übergeordnete Behörden oder Minister mit demselben Aufgabenbereich, etwa auf der Ebene des Gesamtstaates Bosnien und Herzegowina, existieren nicht. Die Ministerien des Gesamtstaates sind dementsprechend gegenüber den Ministerien der Republika Srpska nicht weisungsbefugt.
Gemäß der Verfassung der Republika Srpska werden die Ministerien proportional aus dem ethnischen Verhältnis gebildet, aus dem sich auch die Bevölkerung in der Republika Srpska in dem Jahr 1991 gebildet hat. Daher setzten sich die Ministerien jeweils aus acht Serben, fünf Bosniaken, drei Kroaten als auch einem Minister der vom Premierminister ernannt wird, der aus der Ethnie mit der Bevölkerungsmehrheit gewählt wird, was ebenso ein Serbe sein kann, zusammen.

## Liste der Ministerien
| Name des Ministeriums                                   | Serbischer Name                                                | Aktueller Minister | Partei | Partei  | Ethnie      |
| ------------------------------------------------------- | -------------------------------------------------------------- | ------------------ | ------ | ------- | ----------- |
| Ministerium für Arbeit und Veteranen                    | Ministarstvo rada i boračko-invalidske zaštite                 | Milenko Savanović  |        | SP      | serbisch    |
| Ministerium für Bildung und Kultur                      | Ministarstvo prosvjete i kulture                               | Dane Malešević     |        | DNS     | serbisch    |
| Ministerium für Familie, Jugend und Sport               | Ministarstvo porodice, omladine i sporta                       | Jasmina Davidović  |        | SP      | bosniakisch |
| Ministerium für Finanzen                                | Ministarstvo finansija                                         | Zoran Tegeltija    |        | SNSD    | serbisch    |
| Ministerium für Flüchtlinge und Vertriebene             | Ministarstvo za izbjeglice i raseljena lica                    | Davor Čordaš       |        | HDZ BiH | kroatisch   |
| Ministerium für Gesundheit und Soziales                 | Ministarstvo zdravlja i socijalne zaštite                      | Dragan Bogdanić    |        | SNSD    | serbisch    |
| Ministerium für Handel und Tourismus                    | Ministarstvo trgovine i turizma                                | Predrag Gluhaković |        | SP      | kroatisch   |
| Ministerium für Industrie, Energie und Bergbau          | Ministarstvo industrije, energetike i rudarstva                | Petar Đokić        |        | SP      | serbisch    |
| Ministerium für Inneres                                 | Ministarstvo unutrašnjih poslova                               | Dragan Lukač       |        | SNSD    | serbisch    |
| Ministerium für Justiz                                  | Ministarstvo pravde                                            | Anton Kasipović    |        | SNSD    | kroatisch   |
| Ministerium für Land-, Forst- und Wasserwirtschaft      | Ministarstvo poljoprivrede, šumarstva i vodoprivrede           | Stevo Mirjanić     |        | SNSD    | serbisch    |
| Ministerium für Raumplanung, Bauwesen und Ökologie      | Ministarstvo za prostorno uređenje, građevinarstvo i ekologiju | Srebrenka Golić    |        | SNSD    | bosniakisch |
| Ministerium für Verkehr und Kommunikation               | Ministarstvo saobraćaja i veza                                 | Neđo Trninić       |        | DNS     | serbisch    |
| Ministerium für Verwaltung und lokale Selbstverwaltung  | Ministarstvo uprave i lokalne samouprave                       | Lejla Rešić        |        | DNS     | bosniakisch |
| Ministerium für Wirtschaft und regionale Zusammenarbeit | Ministarstvo za ekonomske odnose i regionalnu saradnju         | Zlatan Klokić      |        | SNSD    | bosniakisch |
| Ministerium für Wissenschaft und Technologie            | Ministarstvo nauke i tehnologije                               | Jasmin Komić       |        | SNSD    | bosniakisch |